# Piotr Zieliński
Piotr Sebastian Zieliński (IPA: [ˈpjɔtr ʑɛˈlij̃skʲi]; Ząbkowice Śląskie, 20 maggio 1994) è un calciatore polacco, centrocampista dell'Inter e della nazionale polacca, di cui è capitano.

## Biografia
Nato a Ząbkowice Śląskie, durante il suo periodo al Napoli ha risieduto nel comune di Giugliano in Campania, e nel dicembre 2023 ha ottenuto la cittadinanza italiana.

## Caratteristiche tecniche
Centrocampista versatile che abbina notevoli doti tecniche a eccellenti doti fisiche. I ruoli dove si esprime meglio sono la mezzala o il trequartista, ma nel corso della sua carriera è stato schierato anche come regista basso davanti alla difesa o ala sinistra.
Preferisce ricevere palla spalle alla porta, dove, grazie alla sua abilità nello smarcamento, riesce a eludere la pressione avversaria e creare superiorità numerica. Possiede un buon dribbling e ottime doti di inserimento, che utilizza principalmente per servire assist ai compagni. Quando invece rimane al limite dell'area sfrutta la sua abilità nel saper calciare con entrambi i piedi per sorprendere il portiere con tiri potenti e precisi.
Giocatore molto atletico e predisposto al sacrificio, possiede una grande etica del lavoro, che nel corso della sua carriera lo ha portato spesso a giocare quasi 50 partite stagionali.

## Carriera

### Club

#### Gli inizi
Cresciuto nel club locale dell'Orzeł Ząbkowice Śląskie, dove è stato allenato dal padre, a 14 anni entra a far parte del settore giovanile dello Zagłębie Lubin; quindi, nel 2011, viene acquistato dall'Udinese, in Serie A, per circa 100.000 euro, venendo inizialmente inserito nella formazione Primavera. Esordisce in prima squadra nella stagione 2012-2013, precisamente il 2 dicembre 2012, nella gara della 15ª giornata di campionato vinta dai bianconeri per 4-1 sul Cagliari. La prima presenza da titolare, la quarta assoluta, arriva invece alla 32ª giornata, in Parma-Udinese (0-3). La stagione successiva fa il suo debutto in Europa League, entrando in campo nella sconfitta interna dei friulani contro lo Slovan Liberec (1-3), valida per l'andata dei play-off di qualificazione alla fase a gironi. In campionato riesce a totalizzare 10 presenze, ma nessuna da titolare.
Nella sessione di mercato estiva del 2014 viene ceduto in prestito all'Empoli, squadra neopromossa in Serie A. Debutta con la società toscana il 13 settembre 2014, subentrando a Daniele Croce nel match casalingo contro la Roma (0-1). Il successivo 3 dicembre fa il suo esordio in Coppa Italia, nella vittoria sul Genoa per 2-0. Nell'estate seguente il suo prestito all'Empoli viene rinnovato per un'ulteriore stagione. Il 24 ottobre 2015, sempre contro il Genoa, segna con un tap-in vincente il suo primo gol in Serie A, nella vittoria casalinga per 2-0. Conclude la sua seconda annata in maglia azzurra con 5 reti in 36 presenze complessive.

#### Napoli

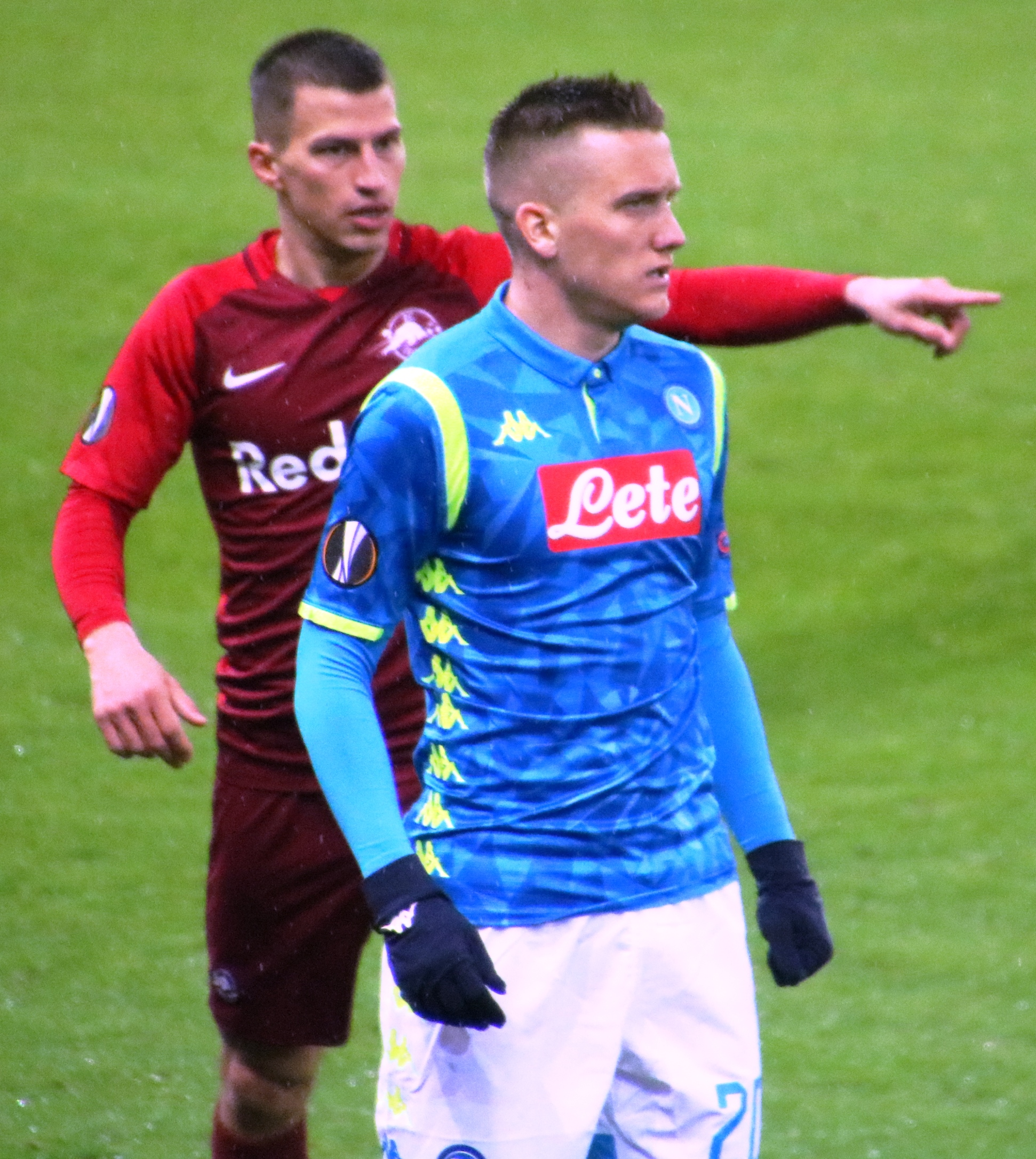
Zieliński con il Napoli nel 2019, nell'incontro di Europa League contro il.

Il 4 agosto 2016 viene acquistato a titolo definitivo dal Napoli per 15 milioni di euro più il prestito di Zúñiga, girato poi al Watford. Il 21 agosto seguente fa il suo esordio con i partenopei nella partita di campionato Pescara-Napoli (2-2), subentrando a Marek Hamšík nel secondo tempo. Il 13 settembre debutta in Champions League e, in generale, nella fase a gironi di una competizione europea, subentrando ancora ad Hamšík nella vittoriosa trasferta contro la Dinamo Kiev (1-2). La prima rete con la maglia azzurra arriva il 2 dicembre 2016, aprendo le marcature nella partita di campionato Napoli-Inter (3-0). Chiude la sua prima stagione tra le file dei partenopei con 6 reti all'attivo, di cui una negli ottavi di finale di Coppa Italia contro lo Spezia.
Nella sua seconda stagione in maglia azzurra esordisce da titolare nella prima partita di campionato, vinta in casa del Verona per 3-1. Alla seconda giornata trova il gol contro l'Atalanta, portando il punteggio sull'1-1 e aprendo la strada alla rimonta degli azzurri (3-1). il 21 novembre 2017 segna la sua prima rete in Champions League nella gara interna contro lo Šachtar, terminata 3-0 per i partenopei. Al termine della stagione colleziona un totale di 7 gol in 47 presenze.
Nell'annata 2018-2019, sotto la guida di Carlo Ancelotti, debutta alla prima giornata di Serie A, nella gara vinta per 1-2 contro la Lazio. La settimana seguente si rende protagonista, grazie a una doppietta, nella vittoria del Napoli per 3-2 ai danni del Milan. Torna al gol l'8 dicembre 2018, nella partita casalinga vinta per 4-0 ai danni del Frosinone. Il 14 febbraio 2019 mette a segno un'altra rete nel match di andata dei sedicesimi di Europa League contro lo Zurigo, terminato 1-3 per i partenopei. Alla penultima giornata di campionato, contro l'Inter, realizza il primo gol della gara, poi conclusasi 4-1 in favore degli azzurri. A fine stagione colleziona in tutto 7 gol e 2 assist.
Il 17 giugno 2020 vince la Coppa Italia, il suo primo trofeo in carriera, grazie al successo in finale ai calci di rigore contro la Juventus.
Nella stagione 2020-2021 diventa uno degli elementi più incisivi della squadra, realizzando 8 gol in Serie A e 2 in Europa League, oltre a fornire 13 assist complessivi per i compagni. Tuttavia, il suo rendimento non basta a raggiungere la qualificazione in Champions League con il Napoli, che termina il campionato al 5º posto.
Anche nell'annata successiva il centrocampista risulta essere fondamentale per i partenopei, mettendo a segno diversi gol importanti. Il 31 ottobre 2021 decide il derby campano in casa della Salernitana grazie a una sua rete al 61', e si ripete nelle partite di campionato contro Inter, Lazio e Atalanta, oltre che in Europa League contro il Legia Varsavia. Il 17 febbraio 2022 sblocca il punteggio nell’andata dei play-off di Europa League contro il Barcellona al Camp Nou (1-1). Chiude la sua sesta stagione in maglia azzurra con 8 reti in 42 presenze complessive.
Inizia la stagione 2022-2023 con un gol nella vittoria esterna per 5-2 contro il Verona, valida per la prima giornata di Serie A. Il 7 settembre mette a segno una doppietta nel match casalingo contro il Liverpool, valido per la prima giornata della fase a gironi di Champions League e vinto per 4-1 dai partenopei. Il 5 novembre, in occasione del successo esterno sul campo dell'Atalanta (1-2), raggiunge quota 300 presenze in maglia azzurra. Il 4 maggio 2023, in virtù del pareggio per 1-1 del Napoli contro l'Udinese, si aggiudica il primo scudetto della sua carriera.
Il 3 ottobre seguente, realizza il suo 50º gol con i partenopei, siglando su rigore la rete del momentaneo 2-2 nella gara casalinga di Champions League contro il Real Madrid, terminata 2-3 a favore dei Blancos. Conclusasi la stagione 2023-2024, Zieliński lascia il Napoli alla scadenza naturale del suo contratto, dopo aver collezionato 364 presenze, 51 gol e 46 assist in otto stagioni, vincendo una Coppa Italia e lo scudetto.

#### Inter
Il 6 luglio 2024 viene ingaggiato a parametro zero dall'Inter: diventa così il primo giocatore polacco nella storia del club nerazzurro. Esordisce il 15 settembre 2024 subentrando a Mxit'aryan contro il Monza, match poi finito 1-1. Debutta anche in Champions League come titolare nella partita pareggiata 0-0 contro il Manchester City. Il 27 ottobre, all'esordio da titolare in campionato con i nerazzurri, realizza due calci di rigore contro la Juventus, nel pareggio casalingo per 4-4 nel derby d'Italia.

### Nazionale

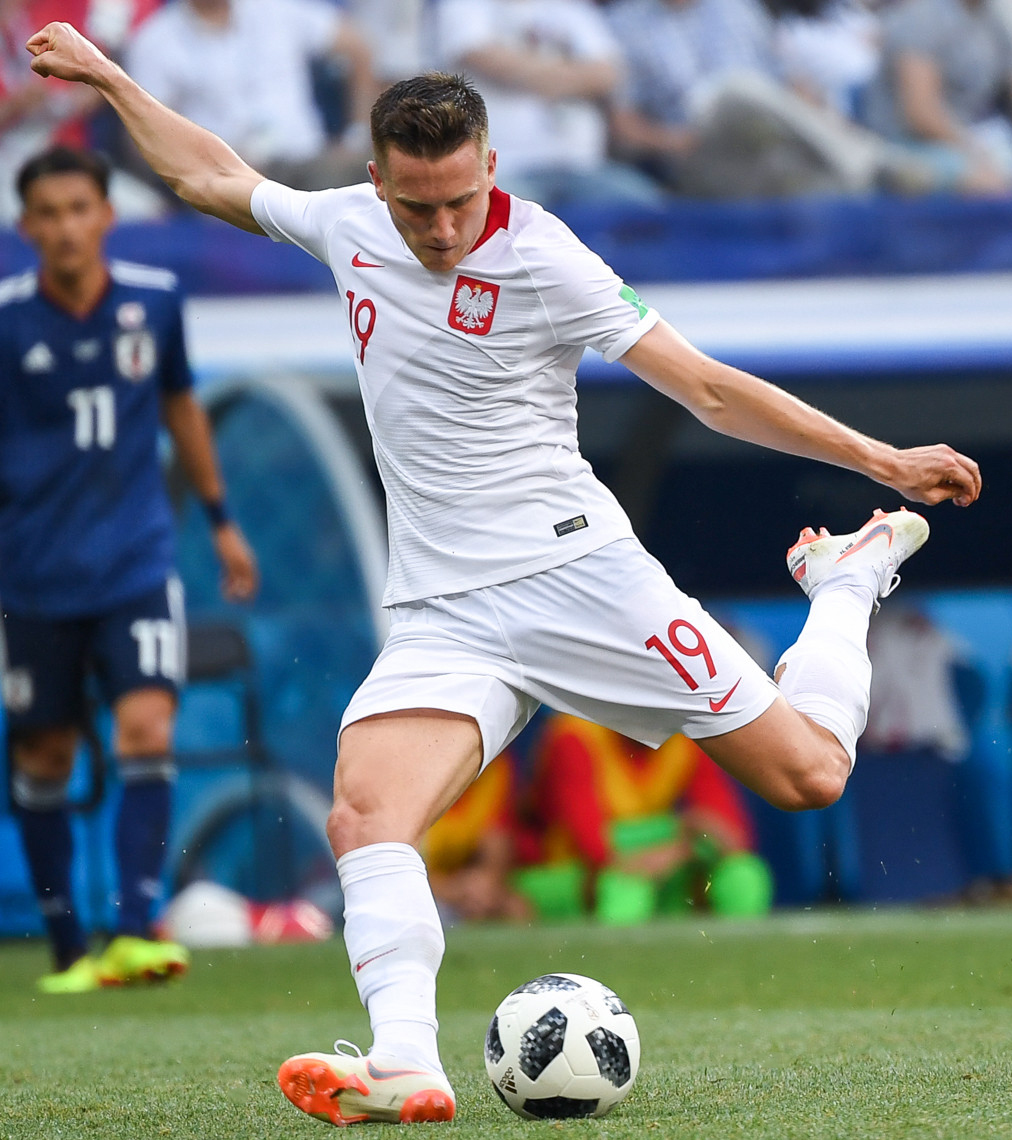
Zieliński in azione per la nazionale polacca nel 2018

Debutta con la nazionale maggiore il 4 giugno 2013 contro il Liechtenstein. Il 14 agosto seguente mette a segno il suo primo gol con la maglia della Polonia, nell'amichevole vinta per 3-2 contro la Danimarca.
Convocato per il campionato d'Europa 2016 in Francia, scende in campo in una sola occasione, nel match contro l'Ucraina. Il 27 marzo 2018 decide l'amichevole Polonia-Corea del Sud, al 2' di recupero, con un sinistro a giro dal limite dell'area, che fissa il punteggio sul 3-2 a favore dei padroni di casa. Va a segno anche nell'amichevole pre-Mondiale contro il Cile: sua la marcatura che porta il risultato sul momentaneo 2-0 (la partita finirà poi con un pareggio per 2-2). Convocato per il campionato del mondo 2018 in Russia, scende in campo in tutte e tre le partite giocate dalla Polonia, eliminata nella fase a gironi.
Il 7 settembre 2018 segna all'esordio nella Nations League 2018-2019 contro l'Italia, allo Stadio Renato Dall'Ara di Bologna, realizzando il gol del momentaneo vantaggio polacco (su assist di Robert Lewandowski); la partita terminerà poi col risultato di 1-1.
Il 29 marzo 2022 mette a segno la rete del definitivo 2-0 ai danni della Svezia nello spareggio per la qualificazione al campionato del mondo 2022. Nel successivo mese di novembre viene incluso dal CT Czesław Michniewicz nella rosa polacca partecipante ai Mondiali in Qatar. Durante tale competizione trova il suo primo gol in un campionato del mondo, in occasione della vittoria per 2-0 contro l'Arabia Saudita, valida per la seconda giornata della fase a gironi. Gioca da titolare tutti e quattro i match disputati dalla Polonia, eliminata agli ottavi di finale per mano della Francia.

## Statistiche

### Presenze e reti nei club
Statistiche aggiornate al 18 maggio 2025.
| Stagione        | Squadra         | Campionato      | Campionato | Campionato | Coppe nazionali | Coppe nazionali | Coppe nazionali | Coppe continentali | Coppe continentali | Coppe continentali | Altre coppe | Altre coppe | Altre coppe | Totale | Totale |
| Stagione        | Squadra         | Comp            | Pres       | Reti       | Comp            | Pres            | Reti            | Comp               | Pres               | Reti               | Comp        | Pres        | Reti        | Pres   | Reti   |
| --------------- | --------------- | --------------- | ---------- | ---------- | --------------- | --------------- | --------------- | ------------------ | ------------------ | ------------------ | ----------- | ----------- | ----------- | ------ | ------ |
| 2012-2013       | Udinese         | A               | 9          | 0          | CI              | 0               | 0               | UCL+UEL            | 0                  | 0                  | -           | -           | -           | 9      | 0      |
| 2013-2014       | Udinese         | A               | 10         | 0          | CI              | 0               | 0               | UEL                | 1                  | 0                  | -           | -           | -           | 11     | 0      |
| Totale Udinese  | Totale Udinese  | Totale Udinese  | 19         | 0          |                 | 0               | 0               |                    | 1                  | 0                  |             | -           | -           | 20     | 0      |
| 2014-2015       | Empoli          | A               | 28         | 0          | CI              | 2               | 0               | -                  | -                  | -                  | -           | -           | -           | 30     | 0      |
| 2015-2016       | Empoli          | A               | 35         | 5          | CI              | 1               | 0               | -                  | -                  | -                  | -           | -           | -           | 36     | 5      |
| Totale Empoli   | Totale Empoli   | Totale Empoli   | 63         | 5          |                 | 3               | 0               |                    | -                  | -                  |             | -           | -           | 66     | 5      |
| 2016-2017       | Napoli          | A               | 36         | 5          | CI              | 4               | 1               | UCL                | 7                  | 0                  | -           | -           | -           | 47     | 6      |
| 2017-2018       | Napoli          | A               | 36         | 4          | CI              | 2               | 0               | UCL+UEL            | 7+2                | 2+1                | -           | -           | -           | 47     | 7      |
| 2018-2019       | Napoli          | A               | 36         | 6          | CI              | 1               | 0               | UCL+UEL            | 6+6                | 0+1                | -           | -           | -           | 49     | 7      |
| 2019-2020       | Napoli          | A               | 37         | 2          | CI              | 5               | 0               | UCL                | 7                  | 0                  | -           | -           | -           | 49     | 2      |
| 2020-2021       | Napoli          | A               | 36         | 8          | CI              | 4               | 0               | UEL                | 6                  | 2                  | SI          | 1           | 0           | 47     | 10     |
| 2021-2022       | Napoli          | A               | 35         | 6          | CI              | 0               | 0               | UEL                | 7                  | 2                  | -           | -           | -           | 42     | 8      |
| 2022-2023       | Napoli          | A               | 37         | 3          | CI              | 1               | 0               | UCL                | 10                 | 4                  | -           | -           | -           | 48     | 7      |
| 2023-2024       | Napoli          | A               | 28         | 3          | CI              | 0               | 0               | UCL                | 6                  | 1                  | SI          | 1           | 0           | 35     | 4      |
| Totale Napoli   | Totale Napoli   | Totale Napoli   | 281        | 37         |                 | 17              | 1               |                    | 64                 | 13                 |             | 2           | 0           | 364    | 51     |
| 2024-2025       | Inter           | A               | 26         | 2          | CI              | 2               | 0               | UCL                | 10                 | 0                  | SI+Cmc      | 1+0         | 0           | 39     | 2      |
| Totale carriera | Totale carriera | Totale carriera | 389        | 44         |                 | 22              | 1               |                    | 75                 | 13                 |             | 3           | 0           | 489    | 58     |

### Cronologia presenze e reti in nazionale
| Cronologia completa delle presenze e delle reti in nazionale ― Polonia | Cronologia completa delle presenze e delle reti in nazionale ― Polonia | Cronologia completa delle presenze e delle reti in nazionale ― Polonia | Cronologia completa delle presenze e delle reti in nazionale ― Polonia | Cronologia completa delle presenze e delle reti in nazionale ― Polonia | Cronologia completa delle presenze e delle reti in nazionale ― Polonia | Cronologia completa delle presenze e delle reti in nazionale ― Polonia | Cronologia completa delle presenze e delle reti in nazionale ― Polonia |
| Data                                                                   | Città                                                                  | In casa                                                                | Risultato                                                              | Ospiti                                                                 | Competizione                                                           | Reti                                                                   | Note                                                                   |
| ---------------------------------------------------------------------- | ---------------------------------------------------------------------- | ---------------------------------------------------------------------- | ---------------------------------------------------------------------- | ---------------------------------------------------------------------- | ---------------------------------------------------------------------- | ---------------------------------------------------------------------- | ---------------------------------------------------------------------- |
| 4-6-2013                                                               | Cracovia                                                               | Polonia                                                                | 2 – 0                                                                  | Liechtenstein                                                          | Amichevole                                                             | -                                                                      | 46’                                                                    |
| 7-6-2013                                                               | Chișinău                                                               | Moldavia                                                               | 1 – 1                                                                  | Polonia                                                                | Qual. Mondiali 2014                                                    | -                                                                      | 61’                                                                    |
| 14-8-2013                                                              | Danzica                                                                | Polonia                                                                | 3 – 2                                                                  | Danimarca                                                              | Amichevole                                                             | 1                                                                      | 46’                                                                    |
| 6-9-2013                                                               | Varsavia                                                               | Polonia                                                                | 1 – 1                                                                  | Montenegro                                                             | Qual. Mondiali 2014                                                    | -                                                                      | 75’                                                                    |
| 10-9-2013                                                              | Serravalle                                                             | San Marino                                                             | 1 – 5                                                                  | Polonia                                                                | Qual. Mondiali 2014                                                    | 2                                                                      |                                                                        |
| 11-10-2013                                                             | Charkiv                                                                | Ucraina                                                                | 1 – 0                                                                  | Polonia                                                                | Qual. Mondiali 2014                                                    | -                                                                      | 76’                                                                    |
| 15-10-2013                                                             | Londra                                                                 | Inghilterra                                                            | 2 – 0                                                                  | Polonia                                                                | Qual. Mondiali 2014                                                    | -                                                                      | 75’                                                                    |
| 18-11-2014                                                             | Breslavia                                                              | Polonia                                                                | 2 – 2                                                                  | Svizzera                                                               | Amichevole                                                             | -                                                                      | 46’                                                                    |
| 16-6-2015                                                              | Danzica                                                                | Polonia                                                                | 0 – 0                                                                  | Grecia                                                                 | Amichevole                                                             | -                                                                      | 60’                                                                    |
| 7-9-2015                                                               | Varsavia                                                               | Polonia                                                                | 8 – 1                                                                  | Gibilterra                                                             | Qual. Euro 2016                                                        | -                                                                      | 66’                                                                    |
| 13-11-2015                                                             | Varsavia                                                               | Polonia                                                                | 4 – 2                                                                  | Islanda                                                                | Amichevole                                                             | -                                                                      | 57’ - 65’                                                              |
| 23-3-2016                                                              | Poznań                                                                 | Polonia                                                                | 1 – 0                                                                  | Serbia                                                                 | Amichevole                                                             | -                                                                      | 83’                                                                    |
| 26-3-2016                                                              | Breslavia                                                              | Polonia                                                                | 5 – 0                                                                  | Finlandia                                                              | Amichevole                                                             | -                                                                      | 67’                                                                    |
| 1-6-2016                                                               | Danzica                                                                | Polonia                                                                | 1 – 2                                                                  | Paesi Bassi                                                            | Amichevole                                                             | -                                                                      |                                                                        |
| 6-6-2016                                                               | Cracovia                                                               | Polonia                                                                | 0 – 0                                                                  | Lituania                                                               | Amichevole                                                             | -                                                                      | 85’                                                                    |
| 21-6-2016                                                              | Marsiglia                                                              | Ucraina                                                                | 0 – 1                                                                  | Polonia                                                                | Euro 2016 - 1º turno                                                   | -                                                                      | 46’                                                                    |
| 4-9-2016                                                               | Astana                                                                 | Kazakistan                                                             | 2 – 2                                                                  | Polonia                                                                | Qual. Mondiali 2018                                                    | -                                                                      | 28’                                                                    |
| 8-10-2016                                                              | Varsavia                                                               | Polonia                                                                | 3 – 2                                                                  | Danimarca                                                              | Qual. Mondiali 2018                                                    | -                                                                      |                                                                        |
| 11-10-2016                                                             | Varsavia                                                               | Polonia                                                                | 2 – 1                                                                  | Armenia                                                                | Qual. Mondiali 2018                                                    | -                                                                      |                                                                        |
| 11-11-2016                                                             | Bucarest                                                               | Romania                                                                | 0 – 3                                                                  | Polonia                                                                | Qual. Mondiali 2018                                                    | -                                                                      | 80’                                                                    |
| 14-11-2016                                                             | Breslavia                                                              | Polonia                                                                | 1 – 1                                                                  | Slovenia                                                               | Amichevole                                                             | -                                                                      | 61’                                                                    |
| 26-3-2017                                                              | Podgorica                                                              | Montenegro                                                             | 1 – 2                                                                  | Polonia                                                                | Qual. Mondiali 2018                                                    | -                                                                      |                                                                        |
| 10-6-2017                                                              | Varsavia                                                               | Polonia                                                                | 3 – 1                                                                  | Romania                                                                | Qual. Mondiali 2018                                                    | -                                                                      | 81’                                                                    |
| 1-9-2017                                                               | Copenaghen                                                             | Danimarca                                                              | 4 – 0                                                                  | Polonia                                                                | Qual. Mondiali 2018                                                    | -                                                                      |                                                                        |
| 4-9-2017                                                               | Varsavia                                                               | Polonia                                                                | 3 – 0                                                                  | Kazakistan                                                             | Qual. Mondiali 2018                                                    | -                                                                      |                                                                        |
| 5-10-2017                                                              | Erevan                                                                 | Armenia                                                                | 1 – 6                                                                  | Polonia                                                                | Qual. Mondiali 2018                                                    | -                                                                      |                                                                        |
| 8-10-2017                                                              | Varsavia                                                               | Polonia                                                                | 4 – 2                                                                  | Montenegro                                                             | Qual. Mondiali 2018                                                    | -                                                                      |                                                                        |
| 10-11-2017                                                             | Varsavia                                                               | Polonia                                                                | 0 – 0                                                                  | Uruguay                                                                | Amichevole                                                             | -                                                                      | 70’                                                                    |
| 13-11-2017                                                             | Danzica                                                                | Polonia                                                                | 0 – 1                                                                  | Messico                                                                | Amichevole                                                             | -                                                                      |                                                                        |
| 23-3-2018                                                              | Breslavia                                                              | Polonia                                                                | 0 – 1                                                                  | Nigeria                                                                | Amichevole                                                             | -                                                                      |                                                                        |
| 27-3-2018                                                              | Varsavia                                                               | Polonia                                                                | 3 – 2                                                                  | Corea del Sud                                                          | Amichevole                                                             | 1                                                                      |                                                                        |
| 8-6-2018                                                               | Poznań                                                                 | Polonia                                                                | 2 – 2                                                                  | Cile                                                                   | Amichevole                                                             | 1                                                                      |                                                                        |
| 12-6-2018                                                              | Varsavia                                                               | Polonia                                                                | 4 – 0                                                                  | Lituania                                                               | Amichevole                                                             | -                                                                      | 77’                                                                    |
| 19-6-2018                                                              | Mosca                                                                  | Polonia                                                                | 1 – 2                                                                  | Senegal                                                                | Mondiali 2018 - 1º turno                                               | -                                                                      |                                                                        |
| 24-6-2018                                                              | Kazan'                                                                 | Polonia                                                                | 0 – 3                                                                  | Colombia                                                               | Mondiali 2018 - 1º turno                                               | -                                                                      |                                                                        |
| 28-6-2018                                                              | Volgograd                                                              | Giappone                                                               | 0 – 1                                                                  | Polonia                                                                | Mondiali 2018 - 1º turno                                               | -                                                                      | 80’                                                                    |
| 7-9-2018                                                               | Bologna                                                                | Italia                                                                 | 1 – 1                                                                  | Polonia                                                                | UEFA Nations League 2018-2019 - 1º turno                               | 1                                                                      | 62’                                                                    |
| 11-10-2018                                                             | Chorzów                                                                | Polonia                                                                | 2 – 3                                                                  | Portogallo                                                             | UEFA Nations League 2018-2019 - 1º turno                               | -                                                                      |                                                                        |
| 14-10-2018                                                             | Chorzów                                                                | Polonia                                                                | 0 – 1                                                                  | Italia                                                                 | UEFA Nations League 2018-2019 - 1º turno                               | -                                                                      |                                                                        |
| 15-11-2018                                                             | Danzica                                                                | Polonia                                                                | 0 – 1                                                                  | Rep. Ceca                                                              | Amichevole                                                             | -                                                                      | 69’                                                                    |
| 20-11-2018                                                             | Guimarães                                                              | Portogallo                                                             | 1 – 1                                                                  | Polonia                                                                | UEFA Nations League 2018-2019 - 1º turno                               | -                                                                      | 90+5’                                                                  |
| 21-3-2019                                                              | Vienna                                                                 | Austria                                                                | 0 – 1                                                                  | Polonia                                                                | Qual. Euro 2020                                                        | -                                                                      | 59’                                                                    |
| 24-3-2019                                                              | Varsavia                                                               | Polonia                                                                | 2 – 0                                                                  | Lettonia                                                               | Qual. Euro 2020                                                        | -                                                                      |                                                                        |
| 7-6-2019                                                               | Skopje                                                                 | Macedonia del Nord                                                     | 0 – 1                                                                  | Polonia                                                                | Qual. Euro 2020                                                        | -                                                                      |                                                                        |
| 10-6-2019                                                              | Varsavia                                                               | Polonia                                                                | 4 – 0                                                                  | Israele                                                                | Qual. Euro 2020                                                        | -                                                                      |                                                                        |
| 6-9-2019                                                               | Lubiana                                                                | Slovenia                                                               | 2 – 0                                                                  | Polonia                                                                | Qual. Euro 2020                                                        | -                                                                      |                                                                        |
| 9-9-2019                                                               | Varsavia                                                               | Polonia                                                                | 0 – 0                                                                  | Austria                                                                | Qual. Euro 2020                                                        | -                                                                      |                                                                        |
| 10-10-2019                                                             | Riga                                                                   | Lettonia                                                               | 0 – 3                                                                  | Polonia                                                                | Qual. Euro 2020                                                        | -                                                                      |                                                                        |
| 13-10-2019                                                             | Varsavia                                                               | Polonia                                                                | 2 – 0                                                                  | Macedonia del Nord                                                     | Qual. Euro 2020                                                        | -                                                                      | 90+2’                                                                  |
| 16-11-2019                                                             | Gerusalemme                                                            | Israele                                                                | 1 – 2                                                                  | Polonia                                                                | Qual. Euro 2020                                                        | -                                                                      |                                                                        |
| 19-11-2019                                                             | Varsavia                                                               | Polonia                                                                | 3 – 2                                                                  | Slovenia                                                               | Qual. Euro 2020                                                        | -                                                                      |                                                                        |
| 4-9-2020                                                               | Amsterdam                                                              | Paesi Bassi                                                            | 1 – 0                                                                  | Polonia                                                                | UEFA Nations League 2020-2021 - 1º turno                               | -                                                                      | 77’                                                                    |
| 7-9-2020                                                               | Zenica                                                                 | Bosnia ed Erzegovina                                                   | 1 – 2                                                                  | Polonia                                                                | UEFA Nations League 2020-2021 - 1º turno                               | -                                                                      | 85’                                                                    |
| 11-11-2020                                                             | Chorzów                                                                | Polonia                                                                | 2 – 0                                                                  | Ucraina                                                                | Amichevole                                                             | -                                                                      | 46’                                                                    |
| 15-11-2020                                                             | Reggio Emilia                                                          | Italia                                                                 | 2 – 0                                                                  | Polonia                                                                | UEFA Nations League 2020-2021 - 1º turno                               | -                                                                      | 46’                                                                    |
| 18-11-2020                                                             | Chorzów                                                                | Polonia                                                                | 1 – 2                                                                  | Paesi Bassi                                                            | UEFA Nations League 2020-2021 - 1º turno                               | -                                                                      | 76’                                                                    |
| 25-3-2021                                                              | Budapest                                                               | Ungheria                                                               | 3 – 3                                                                  | Polonia                                                                | Qual. Mondiali 2022                                                    | -                                                                      |                                                                        |
| 28-3-2021                                                              | Varsavia                                                               | Polonia                                                                | 3 – 0                                                                  | Andorra                                                                | Qual. Mondiali 2022                                                    | -                                                                      | 73’                                                                    |
| 31-3-2021                                                              | Londra                                                                 | Inghilterra                                                            | 2 – 1                                                                  | Polonia                                                                | Qual. Mondiali 2022                                                    | -                                                                      | 86’                                                                    |
| 8-6-2021                                                               | Poznań                                                                 | Polonia                                                                | 2 – 2                                                                  | Islanda                                                                | Amichevole                                                             | 1                                                                      | 58’                                                                    |
| 14-6-2021                                                              | San Pietroburgo                                                        | Polonia                                                                | 1 – 2                                                                  | Slovacchia                                                             | Euro 2020 - 1º turno                                                   | -                                                                      | 85’                                                                    |
| 19-6-2021                                                              | Siviglia                                                               | Spagna                                                                 | 1 – 1                                                                  | Polonia                                                                | Euro 2020 - 1º turno                                                   | -                                                                      |                                                                        |
| 23-6-2021                                                              | San Pietroburgo                                                        | Svezia                                                                 | 3 – 2                                                                  | Polonia                                                                | Euro 2020 - 1º turno                                                   | -                                                                      |                                                                        |
| 12-10-2021                                                             | Tirana                                                                 | Albania                                                                | 0 – 1                                                                  | Polonia                                                                | Qual. Mondiali 2022                                                    | -                                                                      |                                                                        |
| 12-11-2021                                                             | Andorra la Vella                                                       | Andorra                                                                | 1 – 4                                                                  | Polonia                                                                | Qual. Mondiali 2022                                                    | -                                                                      | 86’                                                                    |
| 15-11-2021                                                             | Varsavia                                                               | Polonia                                                                | 1 – 2                                                                  | Ungheria                                                               | Qual. Mondiali 2022                                                    | -                                                                      | 46’                                                                    |
| 24-3-2022                                                              | Glasgow                                                                | Scozia                                                                 | 1 – 1                                                                  | Polonia                                                                | Amichevole                                                             | -                                                                      | 71’                                                                    |
| 29-3-2022                                                              | Chorzów                                                                | Polonia                                                                | 2 – 0                                                                  | Svezia                                                                 | Qual. Mondiali 2022                                                    | 1                                                                      | 89’                                                                    |
| 1-6-2022                                                               | Breslavia                                                              | Polonia                                                                | 2 – 1                                                                  | Galles                                                                 | UEFA Nations League 2022-2023 - 1º turno                               | -                                                                      |                                                                        |
| 8-6-2022                                                               | Bruxelles                                                              | Belgio                                                                 | 6 – 1                                                                  | Polonia                                                                | UEFA Nations League 2022-2023 - 1º turno                               | -                                                                      |                                                                        |
| 11-6-2022                                                              | Rotterdam                                                              | Paesi Bassi                                                            | 2 – 2                                                                  | Polonia                                                                | UEFA Nations League 2022-2023 - 1º turno                               | 1                                                                      | 83’                                                                    |
| 14-6-2022                                                              | Varsavia                                                               | Polonia                                                                | 0 – 1                                                                  | Belgio                                                                 | UEFA Nations League 2022-2023 - 1º turno                               | -                                                                      | 57’                                                                    |
| 22-9-2022                                                              | Varsavia                                                               | Polonia                                                                | 0 – 2                                                                  | Paesi Bassi                                                            | UEFA Nations League 2022-2023 - 1º turno                               | -                                                                      | 86’                                                                    |
| 25-9-2022                                                              | Cardiff                                                                | Galles                                                                 | 0 – 1                                                                  | Polonia                                                                | UEFA Nations League 2022-2023 - 1º turno                               | -                                                                      |                                                                        |
| 22-11-2022                                                             | Doha                                                                   | Messico                                                                | 0 – 0                                                                  | Polonia                                                                | Mondiali 2022 - 1º turno                                               | -                                                                      | 87’                                                                    |
| 26-11-2022                                                             | Al Rayyan                                                              | Polonia                                                                | 2 – 0                                                                  | Arabia Saudita                                                         | Mondiali 2022 - 1º turno                                               | 1                                                                      | 63’                                                                    |
| 30-11-2022                                                             | Doha                                                                   | Polonia                                                                | 0 – 2                                                                  | Argentina                                                              | Mondiali 2022 - 1º turno                                               | -                                                                      |                                                                        |
| 4-12-2022                                                              | Doha                                                                   | Francia                                                                | 3 – 1                                                                  | Polonia                                                                | Mondiali 2022 - Ottavi di finale                                       | -                                                                      |                                                                        |
| 24-3-2023                                                              | Praga                                                                  | Rep. Ceca                                                              | 3 – 1                                                                  | Polonia                                                                | Qual. Euro 2024                                                        | -                                                                      |                                                                        |
| 27-3-2023                                                              | Varsavia                                                               | Polonia                                                                | 1 – 0                                                                  | Albania                                                                | Qual. Euro 2024                                                        | -                                                                      |                                                                        |
| 16-6-2023                                                              | Varsavia                                                               | Polonia                                                                | 1 – 0                                                                  | Germania                                                               | Amichevole                                                             | -                                                                      | 65’                                                                    |
| 20-6-2023                                                              | Chișinău                                                               | Moldavia                                                               | 3 – 2                                                                  | Polonia                                                                | Qual. Euro 2024                                                        | -                                                                      |                                                                        |
| 7-9-2023                                                               | Varsavia                                                               | Polonia                                                                | 2 – 0                                                                  | Fær Øer                                                                | Qual. Euro 2024                                                        | -                                                                      |                                                                        |
| 10-9-2023                                                              | Tirana                                                                 | Albania                                                                | 2 – 0                                                                  | Polonia                                                                | Qual. Euro 2024                                                        | -                                                                      |                                                                        |
| 12-10-2023                                                             | Tórshavn                                                               | Fær Øer                                                                | 0 – 2                                                                  | Polonia                                                                | Qual. Euro 2024                                                        | -                                                                      | cap. 87’                                                               |
| 15-10-2023                                                             | Varsavia                                                               | Polonia                                                                | 1 – 1                                                                  | Moldavia                                                               | Qual. Euro 2024                                                        | -                                                                      | cap.                                                                   |
| 21-3-2024                                                              | Varsavia                                                               | Polonia                                                                | 5 – 1                                                                  | Estonia                                                                | Qual. Euro 2024                                                        | 1                                                                      | 72’                                                                    |
| 26-3-2024                                                              | Cardiff                                                                | Galles                                                                 | 0 – 0 dts (4 – 5 dtr)                                                  | Polonia                                                                | Qual. Euro 2024                                                        | -                                                                      | 81’                                                                    |
| 7-6-2024                                                               | Varsavia                                                               | Polonia                                                                | 3 – 1                                                                  | Ucraina                                                                | Amichevole                                                             | 1                                                                      | cap. 61’                                                               |
| 10-6-2024                                                              | Varsavia                                                               | Polonia                                                                | 2 – 1                                                                  | Turchia                                                                | Amichevole                                                             | -                                                                      | 46’                                                                    |
| 16-6-2024                                                              | Amburgo                                                                | Polonia                                                                | 1 – 2                                                                  | Paesi Bassi                                                            | Euro 2024 - 1º turno                                                   | -                                                                      | cap. 78’                                                               |
| 21-6-2024                                                              | Berlino                                                                | Polonia                                                                | 1 – 3                                                                  | Austria                                                                | Euro 2024 - 1º turno                                                   | -                                                                      | cap. 87’                                                               |
| 25-6-2024                                                              | Dortmund                                                               | Francia                                                                | 1 – 1                                                                  | Polonia                                                                | Euro 2024 - 1º turno                                                   | -                                                                      |                                                                        |
| 5-9-2024                                                               | Glasgow                                                                | Scozia                                                                 | 2 – 3                                                                  | Polonia                                                                | UEFA Nations League 2024-2025 - 1º turno                               | -                                                                      | 82’                                                                    |
| 8-9-2024                                                               | Osijek                                                                 | Croazia                                                                | 1 – 0                                                                  | Polonia                                                                | UEFA Nations League 2024-2025 - 1º turno                               | -                                                                      | 62’                                                                    |
| 12-10-2024                                                             | Varsavia                                                               | Polonia                                                                | 1 – 3                                                                  | Portogallo                                                             | UEFA Nations League 2024-2025 - 1º turno                               | 1                                                                      |                                                                        |
| 15-10-2024                                                             | Varsavia                                                               | Polonia                                                                | 3 – 3                                                                  | Croazia                                                                | UEFA Nations League 2024-2025 - 1º turno                               | 1                                                                      | cap. 70’ 74’                                                           |
| 15-11-2024                                                             | Porto                                                                  | Portogallo                                                             | 5 – 1                                                                  | Polonia                                                                | UEFA Nations League 2024-2025 - 1º turno                               | -                                                                      | cap.                                                                   |
| 18-11-2024                                                             | Varsavia                                                               | Polonia                                                                | 1 – 2                                                                  | Scozia                                                                 | UEFA Nations League 2024-2025 - 1º turno                               | -                                                                      | cap. 79’                                                               |
| Totale                                                                 |                                                                        | Presenze (7º posto)                                                    | 99                                                                     |                                                                        | Reti                                                                   | 14                                                                     |                                                                        |

| Cronologia completa delle presenze e delle reti in nazionale ― Polonia under 21 | Cronologia completa delle presenze e delle reti in nazionale ― Polonia under 21 | Cronologia completa delle presenze e delle reti in nazionale ― Polonia under 21 | Cronologia completa delle presenze e delle reti in nazionale ― Polonia under 21 | Cronologia completa delle presenze e delle reti in nazionale ― Polonia under 21 | Cronologia completa delle presenze e delle reti in nazionale ― Polonia under 21 | Cronologia completa delle presenze e delle reti in nazionale ― Polonia under 21 | Cronologia completa delle presenze e delle reti in nazionale ― Polonia under 21 |
| Data                                                                            | Città                                                                           | In casa                                                                         | Risultato                                                                       | Ospiti                                                                          | Competizione                                                                    | Reti                                                                            | Note                                                                            |
| ------------------------------------------------------------------------------- | ------------------------------------------------------------------------------- | ------------------------------------------------------------------------------- | ------------------------------------------------------------------------------- | ------------------------------------------------------------------------------- | ------------------------------------------------------------------------------- | ------------------------------------------------------------------------------- | ------------------------------------------------------------------------------- |
| 14-11-2012                                                                      | Zenica                                                                          | Bosnia ed Erzegovina under 21                                                   | 0 – 0                                                                           | Polonia under 21                                                                | Amichevole                                                                      | -                                                                               | 46’                                                                             |
| 23-3-2013                                                                       | Siedlce                                                                         | Polonia under 21                                                                | 3 – 0                                                                           | Lituania under 21                                                               | Amichevole                                                                      | -                                                                               |                                                                                 |
| 26-3-2013                                                                       | Legionowo                                                                       | Polonia under 21                                                                | 4 – 1                                                                           | Lettonia under 21                                                               | Amichevole                                                                      | 1                                                                               | 80’                                                                             |
| 15-11-2013                                                                      | Ta' Qali                                                                        | Malta under 21                                                                  | 1 – 5                                                                           | Polonia under 21                                                                | Qual. Europeo Under-21 2017                                                     | -                                                                               | 24’                                                                             |
| 19-11-2013                                                                      | Cracovia                                                                        | Polonia under 21                                                                | 3 – 1                                                                           | Grecia under 21                                                                 | Qual. Europeo Under-21 2017                                                     | -                                                                               | 39’ 88’                                                                         |
| 5-3-2014                                                                        | Cracovia                                                                        | Polonia under 21                                                                | 5 – 0                                                                           | Lituania under 21                                                               | Amichevole                                                                      | -                                                                               | 60’                                                                             |
| 4-6-2014                                                                        | Cracovia                                                                        | Polonia under 21                                                                | 1 – 0                                                                           | Bosnia ed Erzegovina under 21                                                   | Amichevole                                                                      | -                                                                               | 76’                                                                             |
| Totale                                                                          |                                                                                 | Presenze                                                                        | 7                                                                               |                                                                                 | Reti                                                                            | 1                                                                               |                                                                                 |

## Palmarès

### Club
- Coppa Italia: 1

Napoli: 2019-2020
- Campionato italiano: 1

Napoli: 2022-2023

### Nazionale
- Torneo Quattro Nazioni Under-20: 1

2014-2015